# Fritz Teufel (Trainer)
Fritz Max Paul Teufel (* 6. Februar 1910 in Stuttgart; † 5. November 1989) war ein deutscher Leichtathletik- und Fußballtrainer.

## Karriere
Teufel zählte in den 1920er und 1930er Jahren zu den besten Leichtathleten des VfB Stuttgart. Ab 1930 besuchte er die Deutsche Hochschule für Leibesübungen in Berlin. 1933 wurde er beim VfB Trainer der Leichtathletikabteilung. Zum 1. Mai 1933 trat er der NSDAP bei. Vor der Endrunde um die deutsche Fußballmeisterschaft 1935 übernahm Teufel auch die Aufgabe des Fußballtrainers beim damals frisch gebackenen Württembergischen Gaumeister. Unter dem neuen Cheftrainer Fritz Teufel wurden die Fußballer des VfB in dieser Endrunde erstmals Deutscher Vizemeister. 1936 übernahm er zusätzlich die Betreuung der württembergischen Gauauswahl. Im April 1936 verließ Teufel den VfB Stuttgart, nachdem er in den Trainerstab des Fachamtes Fußball berufen wurde. Zudem war er als Sportlehrer an der NS-Ordensburg Vogelsang tätig.
1939 führte er möglicherweise in dieser Funktion beim Hamburger SV einen Lehrgang durch. Der HSV – sein Trainer war Hans Lang – wurde in diesem Jahr Gaumeister und schloss die deutsche Meisterrunde als Vierter ab.
Am 22. Januar 1940 wurde er in Lübeck in eine Infanterie-Ersatz-Kompanie der Wehrmacht eingezogen. Im Juli 1940 kam er als Teil einer Panzerjägereinheit nach Hamburg und schloss sich schließlich der Flak-Truppe an. Er war an der Ostfront im Kriegseinsatz.
Nach dem Zweiten Weltkrieg war Teufel ab 1945 beim VfB erneut als Fußballtrainer verantwortlich und wurde mit den Stuttgartern in der ersten Saison in der neuen Oberliga Süd 1946 Meister und damit auch Amerikanischer Zonenmeister. 1947 wechselte er zum VfR Aalen, für den er bis 1950 als Fußballtrainer verantwortlich war. Sein Spruchkammerverfahren wurde 1948 aufgrund einer Amnestie eingestellt. Zu Teufels späteren Trainerstationen gehörte der VfR Frankenthal.